# Giving In
Giving In è il primo singolo del gruppo musicale statunitense Adema, estratto dal loro album di debutto omonimo, pubblicato nel 2001.

## Video musicale
Il video ufficiale per il singolo è stato diretto da Paul Fedor.

## Tracce
Maxi Single
1. Giving In (Radio Edit) - 3:55
2. Shattered - 3:09
3. Blow It Away (Demo) - 3:00
4. Giving In (Video) - 3:58

Import CD
1. Giving In (Radio Edit) - 3:55
2. Shattered - 3:09
3. Everyone (Demo) - 3:31
4. Blow It Away (Demo) - 3:00

Radio CD
1. Giving In (Radio Edit) - 3:55
2. Giving In (Album Version) - 4:35

Giving In/Do What You Want to Do Promo CD
1. Giving In - 4:35
2. Do What You Want to Do - 3:01

## Classifiche
| Classifica (2001)             | Posizione massima |
| ----------------------------- | ----------------- |
| Regno Unito                   | 62                |
| Stati Uniti (alternative)     | 14                |
| Stati Uniti (mainstream rock) | 16                |